# الكلية الإسلامية الأمريكية
الكلية الإسلامية الأمريكية هي مؤسسة إسلامية خاصة غير هادفة للربح للتعليم العالي في شيكاغو تقبل الطلاب من جميع الخلفيات. وفقًا لصفحة الويب الخاصة بها تم تصميم الكلية الإسلامية خصيصًا لإعداد الطلاب «لأدوار القيادة وصنع السياسات في المجتمع الأمريكي ولإدارة وموظفي المؤسسات الإسلامية الأمريكية والعمل كمورد للمؤسسات والأفراد الأمريكيين للتعرف على الإسلام». اعتبارًا من عام 2017 سجل أقل من 50 طالبًا في الجامعة، تقدم الكلية الإسلامية درجتي البكالوريوس والماجستير في الدراسات الإسلامية والماجستير في العقيدة الإسلامية.

## التاريخ
تأسست الكلية الإسلامية في أوائل الثمانينيات من قبل تحالف من القادة المسلمين الأمريكيين بالتعاون مع زملائهم في الشرق الأوسط. وحصلت على دعم من منظمة التعاون الإسلامي والبنك الإسلامي للتنمية.